# (18334) Drozdov
(18334) Drozdov est un astéroïde de la ceinture principale.

## Description
(18334) Drozdov est un astéroïde de la ceinture principale. Il fut découvert le 2 septembre 1987 à Naoutchnyï par Lioudmila Karatchkina. Il présente une orbite caractérisée par un demi-grand axe de 2,57 UA, une excentricité de 0,25 et une inclinaison de 4,4° par rapport à l'écliptique.

## Compléments